# Вилхелм Темпел
Ернст Вилхелм Леберехт Темпел (Нидеркунерсдорф, 4. децембар 1821 — Арчетри, 16. март 1889) је био немачки астроном, који је радио у Марсељу до избијања Француско-пруског рата 1870, а касније се преселио у Италију.
Вилхелм Темпел рођен је у Нидеркунерсдорфу, Саксонија. Доста је допринео проналазку комета, а открио је или помогао у откривању укупно 21, укључујући и комете 55П/Темпел-Тутл, сада познату као тело метеорске кише Леонида, и 9П/Темпел, комету коју је НАСАина сонда Deep Impact истраживала 2005. године. Остале периодичне комете које носе његово име су 10П/Темпел и 11П/Темпел-Свифт-ЛИНЕАР. Астероид 3808 Темпел је назван у његову част, као и један кратер на Месецу.